# Xenotarsosaurus
Xenotarsosaurus („ještěr s podivným nártem“) je rod nepříliš dobře známého abelisauridního teropoda (dravého dinosaura), který žil v období pozdní křídy (věk cenoman) na území současné Argentiny.

## Popis
Xenotarsosaurus byl středně velký dravý dinosaurus, lovící menší obratlovce a jiné dinosaury menší až střední velikosti. Při délce kolem 6 metrů dosahoval hmotnosti asi 750 kg.

## Etymologie
Rodové jméno dinosaura znamená doslova "podivný nárt". Druhové jméno bylo stanoveno jako pocta proslulému argentinskému paleontologovi José F. Bonapartemu.

## Klasifikace
Materiál sestává z pouhých dvou obratlů a kostí zadní končetiny, objevených v souvrství Bajo Barreal (provincie Chubut, Argentina). Tyto pozůstatky vykazují jistou podobnost ke kosternímu materiálu rodu Carnotaurus, což by mohlo ukazovat na příslušnost xenotarsosaura k čeledi Abelisauridae. Podle jiné hypotézy patřil tento teropod spíše mezi alosaury. Nekompletní fosilie však neumožňují přesnější zařazení.